# Russell Copeman
Pour les articles homonymes, voir Copeman.
Russell Copeman (né le 1er avril 1960 à Montréal - ) est un homme politique québécois et a été député de la circonscription de Notre-Dame-de-Grâce à l'Assemblée nationale de 1994 à 2008. Durant ses 14 années comme député, il a siégé pour le Parti libéral du Québec.

## Biographie

### Jeunesse et formation
Russell Copeman obtient un baccalauréat ès arts avec mention honorable en science politique de l'Université McGill en 1983. 
Avant son entrée en politique, il est directeur adjoint du programme de l'éducation, directeur du programme des affaires sociales et du programme de l'éducation d'Alliance-Québec de 1986 à 1988. Il devient ensuite coordonnateur régional au Parti libéral du Québec de 1989 à 1991, puis attaché politique du ministre de l'Énergie et des Ressources en 1989 et du premier ministre du Québec Robert Bourassa de 1991 à 1994.

### Carrière politique
Élu pour la première fois en 1994, sa nomination comme candidat libéral ne s'était pas faite sans remous. Le Parti libéral avait organisé une investiture que Copeman avait remporté contre le président d'Alliance Québec de l'époque, Robert Keaton. Il s'était prononcé en faveur de la défusion de Montréal en 2004. Il a, en 2006, critiqué vivement le gouvernement Charest lors d'un caucus du parti. Ses propos avaient, malgré lui été transmis aux médias. Russell Copeman a souvent été cité comme l'un des députés que l'on ne reconnaissait pas à sa juste valeur au sein du Parti libéral. En 2001, il avait reçu la meilleure note du bulletin de l'opposition dans la chronique de Michel David dans Le Devoir.
Le 22 octobre 2008, il a annoncé sa démission comme député de Notre-Dame-de-Grâce.
Lors des élections municipales montréalaises du 3 novembre 2013, il est élu maire de l'arrondissement Côte-des-Neiges-Notre-Dame-de-Grâce pour le parti Coalition Montréal. 
Déjà membre du comité exécutif, chargé de l'habitation et de l'urbanisme depuis le 18 novembre 2013, il annonce, le 4 novembre 2016, rejoindre l'Équipe Denis Coderre pour Montréal en vue des élections de 2017.